# 湯姆·索亞
湯姆·索亞（英語：Tom Sawyer）是馬克·吐溫小說《湯姆歷險記》的主角，也在續集《頑童歷險記》、《湯姆出國記》、《湯姆破案記》中登場。

## 人物生平

### 《湯姆歷險記》
汤姆·索亚是一个大约12岁的男孩，居住在美国密苏里州小镇圣彼得堡，自幼父母雙亡，和波莉姨妈、同父异母弟弟席德、表姐玛丽住在一起。在圣彼得堡上，汤姆最好的朋友有喬·哈伯和流浪儿哈克贝利·芬。他曾經喜歡過名叫艾米·勞倫斯的女孩，後來一直爱慕柴契爾法官夫妻的女兒，同時是學校的女同学貝琪·柴契爾。
平時個性活潑頑皮，喜歡惡作劇，討厭學校的繁瑣規矩，幾度利用小心機讓同學朋友幫他幹活、或規避師長追究，但也因為其惡作劇的行為受到師長懲罰。在必要時也有富正義感的一面。
某次汤姆与哈克在墓地见证了印地安·乔杀人，兩者擔心被印地安·乔滅口，立誓決不說出此事，此后他们俩生活在恐惧之中。因為對學校生活心生厭煩，湯姆轉而和乔·哈伯、哈克離家在密西西比河的傑克遜島扮演海盜探險遊玩多日，導致鎮上居民誤認他們已經死亡，後來三者平安歸來，經由表姐玛丽向波莉姨妈圓場才沒有受到處分。回歸校園生活不久，湯姆和貝琪碰面，後者被湯姆忽然現身的舉動驚嚇、不慎撕毀校長的解剖學課本上的書頁，但是當校長向學生們謫問犯人身分時，湯姆為庇護貝琪，誆稱課本書頁是自己弄掉的，代替貝琪受罰而獲得她的欽佩。
因为受到良心的谴责，汤姆決定放棄先前和哈克約定絕口不提目睹印地安·乔犯案經過的誓言，在法庭上挺身而出，公开指证印地安·乔的罪行，受到居民的欢迎与赞许，但是湯姆與哈克仍擔心被印地安·乔清算而惶恐不安。湯姆與哈克在某次外出探險的過程中，發現喬裝的印地安·乔與同夥準備將偷來的一些寶藏埋在廢棄的房子裡，但在這樣做的過程中無意中發現了一大堆金幣。他們決定把它搬到一個新的藏身處，湯姆和哈克決心找到這個地方。其中哈克因為聽見印地安·乔先前與寡婦道格拉斯的已故丈夫結怨、意圖對道格拉斯不利，藉著對外求助阻止了印地安·乔的計劃，同時要求寡婦道格拉斯對此保密。
湯姆、貝琪和班上同學前往當地的一處洞穴野餐，過程中湯姆、貝琪不慎和同學們失散，在洞穴裡迷路數日，面臨飢餓和脫水。湯姆還偶然遇到印地安·乔，但沒有出現，最終湯姆和貝琪如願找到洞穴出口，返回鎮上接受眾人迎接，被告知他們失蹤了整整三天。兩個星期後，湯姆因為得知柴契尔法官加固並鎖上了洞穴的入口，頓時臉色大變，向柴契尔法官通報印地安·乔待在該洞穴的實情。當一行人前往洞穴勘查時，印地安·乔已經因為受困挨餓多日，餓死在入口附近。
事發一週後，湯姆從印地安·乔現身洞穴的事件，推斷出被其盜取的黃金藏匿其中，湯姆與哈克動身前往該地搜尋，果真找到價值超過12,000美元的黃金，並以他們的名義進行了投資。後來湯姆拜訪被寡婦道格拉斯收養、但受規矩拘束而鬱悶的哈克，向他提議組成綠林好漢的團隊。

## 原型
作者馬克·吐溫在小說引言中說：「書裡大部分冒險都是真實發生的，其中一兩件還是我的親身經歷，而其他男孩都是我的同學」，並表示湯姆·索亞的形象是約翰·布里格斯、威爾·鮑溫和他自己的綜合。
而「湯姆·索亞」這個姓名是取自於吐溫所結識的一位同名消防員。

## 文化影响
- 「汤姆·索亚的荒岛（英语：Pirate's Lair on Tom Sawyer Island）」是迪士尼乐园的一个景点[4]。
- 在1946年美国电影《生活多美好》中出现过《汤姆·索亚历险记》的书本[來源請求]。
- 在1996年中美合拍动画片《大草原上的小老鼠》中借鉴过“汤姆刷油漆”的桥段[來源請求]。
- 在2003年美国电影《天降奇兵》中有一个名叫汤姆·索亚的角色[來源請求]。